# Det är fult att mörda
Det är fult att mörda (engelska: Murder Most Foul) är en brittisk mysteriefilm från 1964 i regi av George Pollock. Filmen är löst baserad på Agatha Christies roman Mrs McGinty är död från 1952. Filmen är en uppföljare till 4.50 från Paddington och Mord, sa hon samt följdes senare av Snusdosan, alla med Margaret Rutherford som Christies berömda amatördetektiv Miss Marple. I andra roller syns Ron Moody som teaterchefen H. Driffold Cosgood, Charles Tingwell som kommissarie Craddock och Stringer Davis (Rutherfords make) som mr Stringer. Berättelsen är till synes baserad på Christies roman, men ändrar handlingen och karaktärerna. Hercule Poirot ersätts av miss Marple och de flesta av de andra karaktärerna är inte med i romanen.

## Historia
Filmen hade premiär 1964. Den regisserades av George Pollock och filmmusiken skrevs av Ron Goodwin.
Titeln är ett citat från Hamlet (I.v.27-28), där spöket kommenterar sin egen död: "Mord vidrigast som i det bästa det är/Men detta vidrigast, märkligare och onaturligaste."
Detta var den tredje filmen i MGM-serien om miss Marple och föregicks av 4.50 från Paddington och Mord, sa hon och följdes senare av Snusdosan, alla med Rutherford i huvudrollen som miss Marple.
Titeln på den första filmen i serien, Murder She Said, är också titeln på Cosgood Players-produktionen som visas på affischerna i det första mordoffrets resväska. Enligt pjäsen skrevs den av Agatha Christie.
En riktig Christie-pjäs, "Råttfällan", refereras av regissören (Moody) vid ett tillfälle i filmen.
Margaret Rutherford framför en del av dikten "The Shooting of Dan McGrew" av Robert W. Service i filmen.

## Handling
Margaret McGinty, en barflicka och före detta skådespelerska, hittas hängd, och hennes inneboende Harold Taylor, som fångats på platsen, verkar uppenbart skyldig. Alla tror att det är ett solklart fall utom miss Marple. Hon är den enda som har en avvikande uppfattning i juryn som dömer honom, vilket leder till en avbruten rättegång. Trots inspektör Craddocks ogillande bestämmer sig miss Marple för att gräva i fallet. Hon utger sig för att vara en samlare för en försäljning i kyrkan för att komma in och söka igenom mrs McGintys hem. Hon hittar en tidning med utklippta ord och flera program för ett mordmysteriespel, Murder She Said, som nyligen spelats i staden. Dessa ledtrådar får henne att misstänka att McGinty utpressade en medlem av repertoarföretaget Cosgood Players.
Miss Marple provspelar för Cosgood Players under deras skådespelare/manager Driffold Cosgood (Ron Moody). Cosgood är inte imponerad av hennes skådespelarförmåga, men när hon nämner att hon har oberoende medel hoppas han på en finansiär och låter henne gå med i företaget utan att få betalt. Miss Marple vet att hon är på rätt spår när en av skådespelarna, George Rowton (Maurice Good), blir förgiftad en stund senare. Hon får ett boende på pensionatet där skådespelarna bor för att fortsätta sin utredning. Någon lämnar ett exemplar av Cosgoods pjäs Remember September i hennes sovrum så att hon kan läsa den. Med hjälp av mr Stringer undersöker miss Marple pjäsens iscensättningshistoria och även mrs McGintys tidigare koppling till kompaniet. Ett försök att tysta miss Marple orsakar livet av en annan skådespelerska. Miss Marple förväntar sig ett nytt försök under en teaterföreställning och lyckas avslöja mördaren. Cosgood vädjar till henne att finansiera Remember September, men hon vägrar: "Mr Cosgood, vad jag än är, är jag definitivt ingen ängel."

## Rollista i urval
- Margaret Rutherford - Miss Jane Marple
- Ron Moody - H. Driffold Cosgood
- Bud Tingwell - Inspector Craddock
- Andrew Cruickshank - Justice Crosby
- Megs Jenkins - Gladys Thomas
- Dennis Price - Harris Tumbrill
- Ralph Michael - Ralph Summers
- James Bolam - Bill Hanson
- Stringer Davis - Jim Stringer
- Francesca Annis - Sheila Upward
- Alison Seebohm - Eva McGonigall
- Terry Scott - Poliskonstapel Wells
- Pauline Jameson - Maureen Summers
- Maurice Good - George Rowton
- Annette Kerr - Dorothy
- Windsor Davies - Sergeant Brick
- Neil Stacy - Arthur
- Stella Tanner - Flory